# Emer

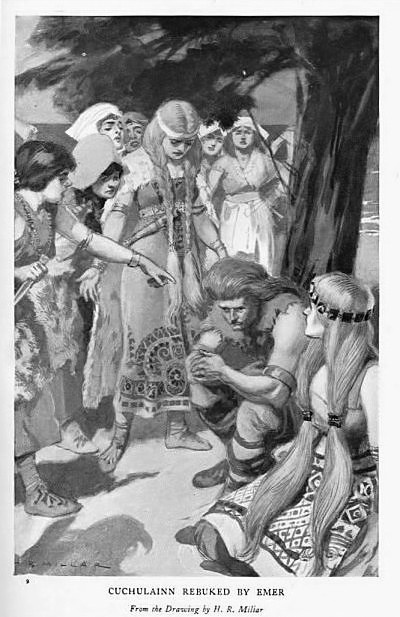
Cú Chulainn en Emer

Emer is de echtgenote van Cú Chulainn in de Ulstercyclus. Ze is de dochter van Forgall Monach en in Tochmarc Emire wordt beschreven hoe Cú Chulainn haar voor zich probeert te winnen. Forgall Monach stuurt hem echter naar de vrouwelijke krijger Scáthach Schotland in de hoop dat zij hem doodt. Ondertussen belooft hij Emer aan Lugaid mac Nóis, doch deze weigert haar als hij hoort dat ze van Cú Chulainn houdt.
Terug in Ierland schaakt Cú Chulainn Emer en neemt haar mee naar Emain Macha. Conchobar mac Nessa heeft het droit de seigneur, maar Cú Chulainn eist dat de druïde Cathbad toezicht houdt.
Later wordt Cú Chulainn verliefd op Fand, de echtgenote van Manánnan Mac Lir en Emer dreigt haar te doden, waarop Manannán mac Lir haar terug komt halen en Cú Chulainn tijdelijk gek wordt.